# 查爾瓦科查湖 (科洛尼亞-圖佩)
12°38′57″S 75°42′59″W / 12.64917°S 75.71639°W
查爾瓦科查湖（Challwaqucha），是秘魯的湖泊，位於該國中南部利馬大區，由科洛尼亞區和圖佩區負責管轄，該湖泊處於萬卡爾科查山東南面。